# Józef Sibera
Józef Sibera, ps. „Hełkowski”, „Nowacki” (ur. 13 października 1893 w Okalewie, zm. 1939) – polski działacz niepodległościowy i kupiec, porucznik piechoty rezerwy Wojska Polskiego, kawaler Orderu Virtuti Militari.

## Życiorys
Urodził się 13 października 1893 we wsi Okalew, w ówczesnym powiecie wieluńskim guberni kaliskiej, w rodzinie Tomasza, rolnika, i Marii z Sobczaków. Uczęszczał do szkoły powszechnej w Ostrówku. Od 14 roku życia przygotowywał się prywatnie, a później uczył w Krajowej Szkole Mleczarskiej w Rzeszowie, którą ukończył w 1914. 
Żołnierz 4 kompanii, V batalionu w 1 pułku piechoty Legionów Polskich od 4 sierpnia 1914 roku. Ranny w walce pod Laskami 26 października 1914. Leczył się w szpitali w Wiedniu, a po wyleczeniu został zwolniony przez Austriaków z Legionów z powodu niezdolności do służby 9 stycznia 1916. Do Polskiej Organizacji Wojskowej wstąpił 15 lutego 1916 roku i został mianowany komendantem lokalnym i instruktorem w Wieluniu. 26 listopada 1917 został aresztowany przez Niemców za utrudnianie mobilizacji do Polskiej Siły Zbrojnej. Postrzelony podczas ucieczki z więzienia 26 listopada 1917, aresztowany ponownie w szpitalu i skazany na śmierć. Zbiegł ponownie na teren okupacji austriackiej i został mianowany komendantem obwodu w Busku, a następnie w Szczekocinach i Krzepicach. W Krzepicach Niemcy go ponownie aresztowali i osadzili w więzieniu w Katowicach. Został zwolniony 15 grudnia 1918 przez niemiecką Radę Żołnierską. Powrócił do Częstochowy i w kwietniu 1919 przydzielono go do Batalionu Zapasowego 41 pułku piechoty. Brał udział w akcjach oddziałów destrukcyjnych na tyłach wojsk bolszewickich na Wileńszczyźnie. 
16 czerwca 1920 został skierowany na Górny Śląsk, gdzie brał udział w działaniach plebiscytowych. Kierował tam m.in. akcją organizacji bojowej w powiecie kluczborskim (16 VIII 1920-6 I 1921), powiecie prudnickim oraz w rejonie Koźla, Kędzierzyna i Ujazdu. Ponownie aresztowany 3 maja 1921 po akcji wysadzenia mostu kolejowego na rzece Osobłodze w Racławicach Śląskich. Uwolniony przez żołnierzy włoskich z powodu braku dowodów. Zdemobilizowany 3 lipca 1921, powrócił do oddziałów powstańczych na Śląsku. 
Awans do stopnia podporucznika otrzymał 1 lipca 1925. Mieszkał następnie w Ostrzeszowie, gdzie prowadził hurtownię tytoniową. Na stopień porucznika rezerwy został mianowany ze starszeństwem z 19 marca 1939 i 547. lokatą w korpusie oficerów piechoty.
Uczestniczył w walkach kampanii wrześniowej 1939, podczas której zginął. 
2 września 1926 ożenił się z Marią ze Stasiaków, z którą miał czworo dzieci: Józefę (ur. 12 marca 1925), Janinę (ur. 2 września 1926) i Kazimierza (ur. 21 listopada 1928).

## Ordery i odznaczenia
- Krzyż Srebrny Orderu Wojskowego Virtuti Militari nr 7832
- Krzyżem Niepodległości z Mieczami – 6 czerwca 1931 „za pracę w dziele odzyskania niepodległości”[3], zamiast uprzednio nadanego Krzyża Niepodległości[4]
- Krzyż Walecznych dwukrotnie
- Krzyż na Śląskiej Wstędze Waleczności i Zasługi
- Krzyż Legionowy
- Odznaka pamiątkowa Polskiej Organizacji Wojskowej